# Zerstörergeschwader 144
144-та важка винищувальна ескадра (нім. Zerstörergeschwader 144 (ZG 144) — ескадра важких винищувачів Люфтваффе напередодні Другої світової війни. 1 травня 1939 року єдина група ескадри перейменована на II. 76-ї важкої винищувальної ескадри (II./ZG 76).

## Історія
144-та важка винищувальна ескадра заснована 1 січня 1939 року на аеродромі поблизу міста Габлінген шляхом перейменування 144-ї винищувальної ескадри.
1 травня 1939 року підрозділи 144-ї ескадри переформовані:

### I./ZG 144
Дислокувалася в Іллесгаймі
- штаб I./ZG 144 переформований на штаб I./ZG 76
- 1./ZG 144 переформована на 4./ZG 76
- 2./ZG 144 переформована на 5./ZG 76
- 3./ZG 144 переформована на 6./ZG 76

## Командування

### Командири
- Гауптман Вальтер Шмідт-Косте (нім. Walter Schmidt-Coste) (1 січня — 1 травня 1939)

## Бойовий склад 144-ї важкої винищувальної ескадри
- Штаб (Stab/ZG 144)
- 1-ша група (I./ZG 144)